# Sint-Willibrorduskerk (Terneuzen)

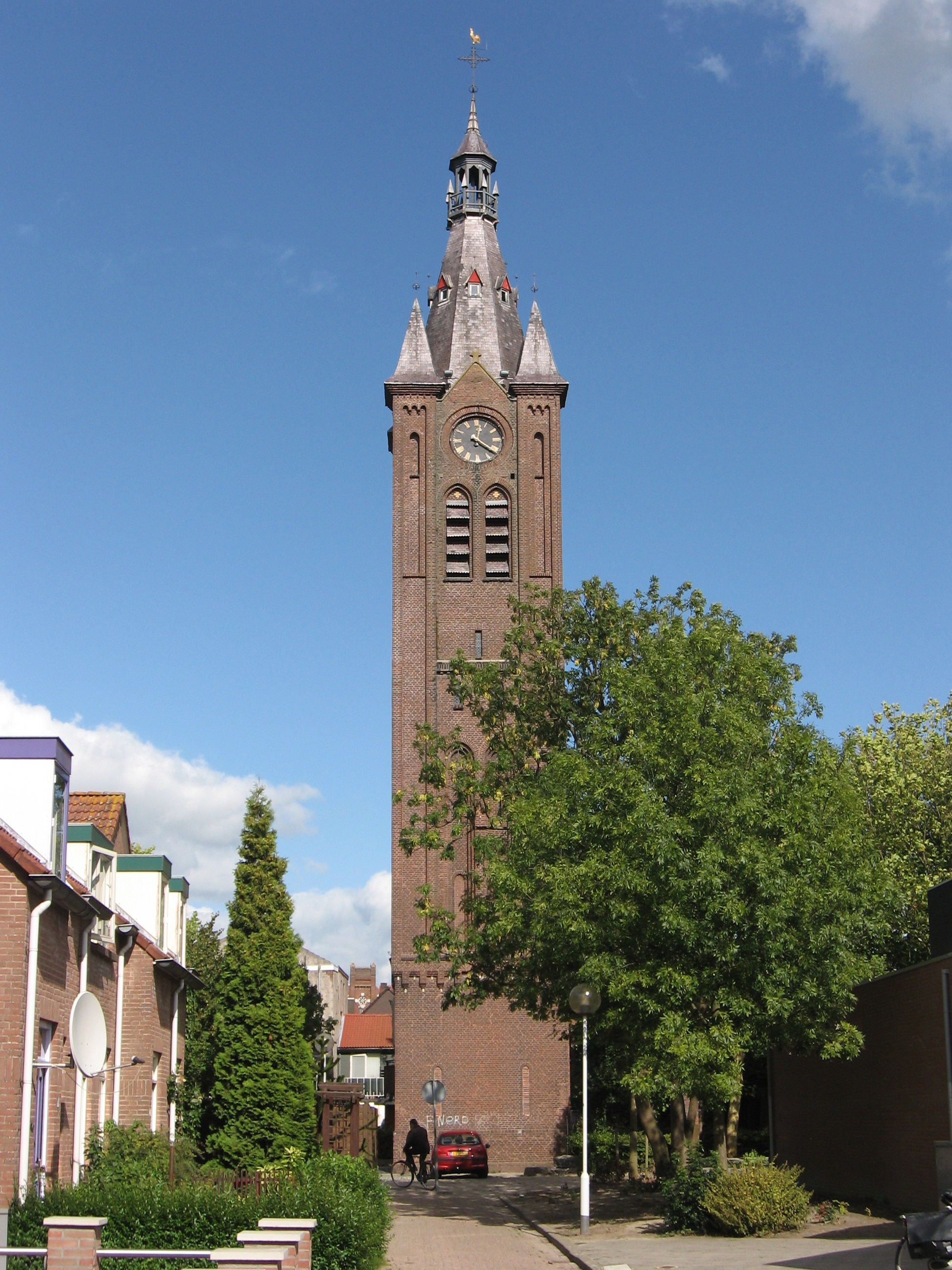
Willibrordustoren

De Sint-Willibrorduskerk is een voormalige parochiekerk in de Zeeuwse stad Terneuzen, gelegen aan Korte Kerkstraat 20.
In 1844 werd de Sint-Willibrordusparochie opgericht en in 1849 werd een eenvoudig driebeukig kerkje ingewijd met halfingebouwd torentje. Van 1844-1849 maakten de katholieken gebruik van een noodkerk.
Deze kerk werd in 1914 vervangen door een veel grotere kerk naar ontwerp van J. Vermeulen. Het betrof een neogotische bakstenen kerk met een karakteristieke naastgebouwde hoge toren, voorzien van een achtkante spits met vier hoektorentjes.
De kerk werd onttrokken aan de eredienst en in 1969 gesloopt. Reden was bodemverzakking ten gevolge van de aanleg van de zeesluizen. De toren, nu bekend onder de naam Willibrordustoren, bleef bestaan en de contouren van het voormalige schip werden met een bomenrij aangegeven.
De katholieken gingen tot 1997 kerken in de hervormde Opstandingskerk. In 1997 fuseerde de parochie met die van de Triniteitskerk en deze kerk, die voortaan Emmaüskerk zou heten, werd voortaan de parochiekerk van Terneuzen.
In juli 2022 is onder in de Willibrordustoren een kapel ondergebracht: de Vredeskapel. Die is toegankelijk voor mensen die even in stilte willen bidden of zich bezinnen. In de kapel staat het Mariabeeld uit de voormalige kerk van Biervliet.